# Convention du Conseil de l'Europe relative au blanchiment, au dépistage, à la saisie et à la confiscation des produits du crime et au financement du terrorisme
La convention du Conseil de l'Europe relative au blanchiment, au dépistage, à la saisie et à la confiscation des produits du crime et au financement du terrorisme (convention de Varsovie)  est un traité multilatéral du Conseil de l'Europe, amenant les États signataires à faciliter la coopération internationale et l'assistance mutuelle dans les enquêtes sur les crimes, la recherche, la saisie et la confiscation de leurs produits.
Il s’agit du premier traité international primant à la fois sur la prévention et le contrôle du blanchiment de capitaux et du financement du terrorisme. Il reconnaît qu'un accès rapide aux informations financières ou aux informations sur les avoirs détenus par les organisations criminelles, y compris les groupes terroristes, est la clé du succès des mesures préventives et répressives et, par conséquent, le meilleur moyen de les arrêter.
Elle s'appuie sur et met à jour la Convention relative au blanchiment, au dépistage, à la saisie et à la confiscation des produits du crime (en); elle tient compte du fait que le terrorisme peut être financé non seulement par le blanchiment d'argent provenant d'activités criminelles, mais aussi par des activités légitimes. La Convention comprend également un mécanisme visant à assurer la bonne mise en œuvre par les Parties de ses dispositions.

## Adoption, signature et ratification

### Processus général
La convention a été adoptée par le Comité des Ministres, le 3 mai 2005, lors de sa 925e réunion, ouvrant la voie à l'approbation formelle du texte lors du troisième Sommet des chefs d'État ou de gouvernement tenu sous l'égide du Conseil de l'Europe. Elle a été conclue et signée le 16 mai 2005, à Varsovie, en Pologne. L'Union européenne et tous les États membres du Conseil de l'Europe l'ont signée, sauf Andorre, la Biélorussie, la Norvège et la Suisse. D'un autre côté, elle a été partiellement signée par l'Irlande et la République tchèque. La convention est entrée en vigueur le 1er mai 2008.
Le 6 février 2007, l'Albanie devient le premier pays a ratifier la convention et le dernier pays à l'avoir fait est l'Estonie, le 1er septembre 2022.  	
Les États qui ont ratifié la Convention sont juridiquement liés par ses dispositions une fois qu'elle est entrée en vigueur.
| Signataire         | Signature  | Ratification | Entrée en vigueur |
| ------------------ | ---------- | ------------ | ----------------- |
| Albanie            | 22/12/2005 | 06/02/2007   | 01/05/2008        |
| Allemagne          | 28/01/2016 | 20/06/2017   | 01/10/2017        |
| Arménie            | 17/11/2005 | 02/06/2008   | 01/10/2008        |
| Autriche           | 16/05/2005 | 28/07/2020   | 01/11/2020        |
| Azerbaïdjan        | 07/11/2016 | 09/08/2017   | 01/12/2017        |
| Belgique           | 16/05/2005 | 17/09/2009   | 01/01/2010        |
| Bosnie-Herzégovine | 19/01/2006 | 11/01/2008   | 01/05/2008        |
| Bulgarie           | 22/11/2006 | 25/02/2013   | 01/06/2013        |
| Chypre             | 16/05/2005 | 27/03/2009   | 01/07/2009        |
| Croatie            | 29/04/2008 | 10/10/2008   | 01/02/2009        |
| Danemark           | 28/09/2012 | 12/02/2018   | 01/06/2018        |
| Espagne            | 20/02/2009 | 26/03/2010   | 01/07/2010        |
| Estonie            | 07/03/2013 | 01/09/2022   | 01/01/2023        |
| Finlande           | 16/12/2005 |              |                   |
| France             | 23/03/2011 | 08/12/2015   | 01/04/2016        |
| Géorgie            | 25/03/2013 | 10/01/2014   | 01/05/2014        |
| Grèce              | 12/10/2006 | 07/11/2017   | 01/03/2018        |
| Hongrie            | 14/04/2009 | 14/04/2009   | 01/08/2009        |
| Islande            | 16/05/2005 |              |                   |
| Italie             | 08/06/2005 | 21/02/2017   | 01/06/2017        |
| Lettonie           | 19/05/2006 | 25/02/2010   | 01/06/2010        |
| Liechtenstein      | 26/11/2018 |              |                   |
| Lituanie           | 28/10/2015 | 28/04/2020   | 01/08/2020        |
| Luxembourg         | 16/05/2005 |              |                   |
| Macédoine du Nord  | 17/11/2005 | 27/05/2009   | 01/09/2009        |
| Malte              | 16/05/2005 | 30/01/2008   | 01/05/2008        |
| Maroc              |            | 19/04/2022   | 01/08/2022        |
| Moldavie           | 16/05/2005 | 18/09/2007   | 01/05/2008        |
| Monaco             | 01/09/2017 | 23/04/2019   | 01/08/2019        |
| Monténégro         | 16/05/2005 | 20/10/2008   | 01/02/2009        |
| Pays-Bas           | 17/11/2005 | 13/08/2008   | 01/12/2008        |
| Pologne            | 16/05/2005 | 08/08/2007   | 01/05/2008        |
| Portugal           | 16/05/2005 | 22/04/2010   | 01/08/2010        |
| Roumanie           | 16/05/2005 | 21/02/2007   | 01/05/2008        |
| Royaume-Uni        | 29/09/2014 | 27/04/2015   | 01/08/2015        |
| Russie             | 26/01/2009 | 28/09/2017   | 01/01/2018        |
| Saint-Marin        | 14/11/2006 | 27/07/2010   | 01/11/2010        |
| Serbie             | 16/05/2005 | 14/04/2009   | 01/08/2009        |
| Slovénie           | 28/03/2007 | 26/04/2010   | 01/08/2010        |
| Slovaquie          | 12/11/2007 | 16/09/2008   | 01/01/2009        |
| Suède              | 16/05/2005 | 23/06/2014   | 01/10/2014        |
| Turquie            | 28/03/2007 | 02/05/2016   | 01/09/2016        |
| Ukraine            | 29/11/2005 | 02/02/2011   | 01/06/2011        |
| Union européenne   | 02/04/2009 |              |                   |

### Sources et bibliographie
- « Etat des signatures et ratifications du traité », sur Conseil de l'Europe, Bureau des Traités (consulté le 1er septembre 2022)  : document utilisé comme source pour la rédaction de cet article.